# Świętojanka (dopływ Kamiennej)
Świętojanka – ciek wodny w Polsce w województwie świętokrzyskim, lewobrzeżny dopływ Kamiennej.
Wypływa ze źródeł w lasach na wschód od Starachowic i płynie przez rezerwat przyrody Rosochacz oraz miejscowości Lubienia, Młynek i Brody.